# 김일순
김일순 (1969년 1월 24일 ~ )은 은퇴한 대한민국의 여성 테니스 선수이다.